# پاکوآ
پاکوآ (انگلیسی: Pacoa) یک منطقه مسکونی در کلمبیا است.